# Universal Trends
Die Firma Universal Trends war ein in Würselen ansässiger Distributor und Hersteller von Spielwaren.

## Geschichte
Universal Trends wurde 1989 zunächst als Einzel- und Großhändler für Briefmarken und verwandten Sammlerbedarf gegründet. Die Firma entstand aus dem 1945 gegründeten Einzelhandelsunternehmen Marken Belo. Nachdem sich das Produktsortiment der Firma zunächst auf Münzen und Telefonkarten ausdehnte, kamen schließlich auch Sammelkarten, Figuren und Merchandising hinzu.
Nachdem das Geschäft stetig gewachsen war, wurde 1989 umfirmiert und 1994 der alte Name Marken Belo aufgegeben und der Name Universal Cards verwendet. Die Firma ist als Distributor für die Schweiz, Österreich und Deutschland tätig.
Von 1997 existierte Universal Trends als GmbH. Am 1. Juli 2010 wurde Universal Cards umbenannt in Universal Trends. 2010 beschäftigte die Firma etwa 60 Mitarbeiter.
2015 musste die Firma Insolvenz anmelden und wurde am 1. November 2015 von der RPM Licensing Enterprises GmbH übernommen.

## Produktsortiment
Neben dem bekanntesten Produkt Magic: The Gathering, das seit September 2006 von Universal Trends vertrieben wird, wurden auch andere Produkte von Wizards of the Coast für den deutschsprachigen Raum über Universal Trends vertrieben. Weiterhin vertrieb Universal Trends das Spiel Confrontation des französischen Unternehmens Rackham, Würfel des Unternehmens Chessex Games sowie Produkte der Unternehmen Upper Deck, Ultra Pro, Tomy, Plastoy und Fantasy Productions.